# Bastau
Die Bastau ist ein 19,2 km langer, orografisch linker bzw. westlicher Nebenfluss der Weser im ostwestfälischen Kreis Minden-Lübbecke in Nordrhein-Westfalen.

## Geographie
Der Kleinfluss hat keine eindeutige Quelle, das Quellgebiet liegt in der Lübbecker Ortschaft Eilhausen.
Die Bastau fließt am südlichen Rand des Naturschutzgebiets „Großes Torfmoor“, zwischen Moor und dem Wiehengebirge parallel zur Bundesstraße 65 und dem Mittellandkanal von West nach Ost. Ihr Wasser stammt von kleinen Bächen, die im Wiehengebirge entspringen, sowie von Entwässerungsgräben des Moores. In diesem Bereich gehört die Bastau zum Naturschutzgebiet „Bastauwiesen“ und ist seit 1988 unter Schutz gestellt. Dies verdankt sie vor allem den nicht ausgetorften Feuchtwiesen, die seltene Pflanzen beherbergen und ein Vogelrückzugsgebiet sind.
Nach dem Schutzgebiet „Bastauwiesen“ erreicht der Fluss in Rodenbeck das Mindener Stadtgebiet. Von hier bis zur Mündung in die Weser ist der Kleinfluss ein naturfern ausgebautes, stark begradigtes Fließgewässer. Im Sommer neigt sie zu starker Verkrautung. Vereinzelt kommt ein reicher Fischbestand vor.
Im Bereich der Stadt ist sie über eine Strecke von etwa 150 m in Höhe der Portastraße verrohrt, fließt dann durch das parkähnliche Mindener Glacis, wo ein Teil des Bachwassers den Schwanenteich speist, und mündet in die Weser.
Die Mündung der Bastau gilt als möglicher Ursprung des Namens der Stadt Minden.

## Geschichte
Der Name ist eine Komposition aus Bast mit der Bedeutung 'Linden-, Weidengehölz' und -au. Die Bastau entwässerte die sumpfige Niederung vom Hiller Moor bis nördlich der Porta Westfalica, wo sie ursprünglich nahe dem Dorf Barkhausen ihre ursprüngliche Mündung in die Weser hatte. 1280 wurde der Flusslauf verlegt, die Bastau floss nun zur Stadt Minden, um den Stadtgraben im Rahmen der Festung Minden zu füllen. So wurde sie bis 1904 genutzt. Der Fluss floss durch die Stadt und trieb dort auch noch zahlreiche Wassermühlen an. Die Bastau mündete dann an der Tränke an der Mindener Schlagde in Minden in die Weser. Dort findet sich noch ein altes zugemauertes Mundloch in der ehemaligen Stadtmauer. Bei der Verlagerung in das Glacis und der Einmündung in die Weser oberhalb der Stadt Minden wurde ein Stauwehr angelegt, das die Wasserhaltung in den Parkanlagen (Schwanenteich) garantieren soll.

## Ökologische Durchgängigkeit im Mündungsbereich

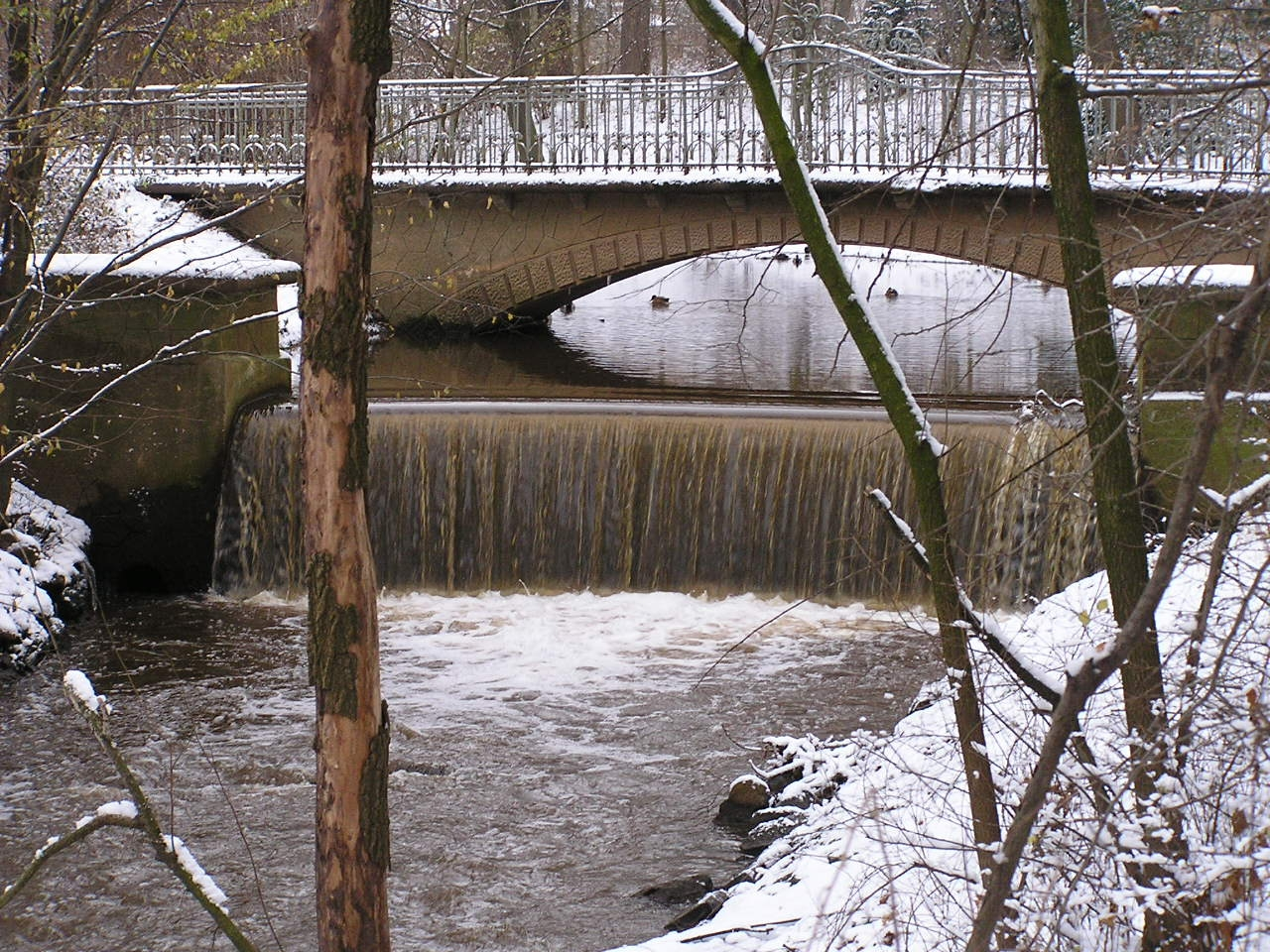
Die Bastau bei Minden am Überfallwehr im Dezember 2005

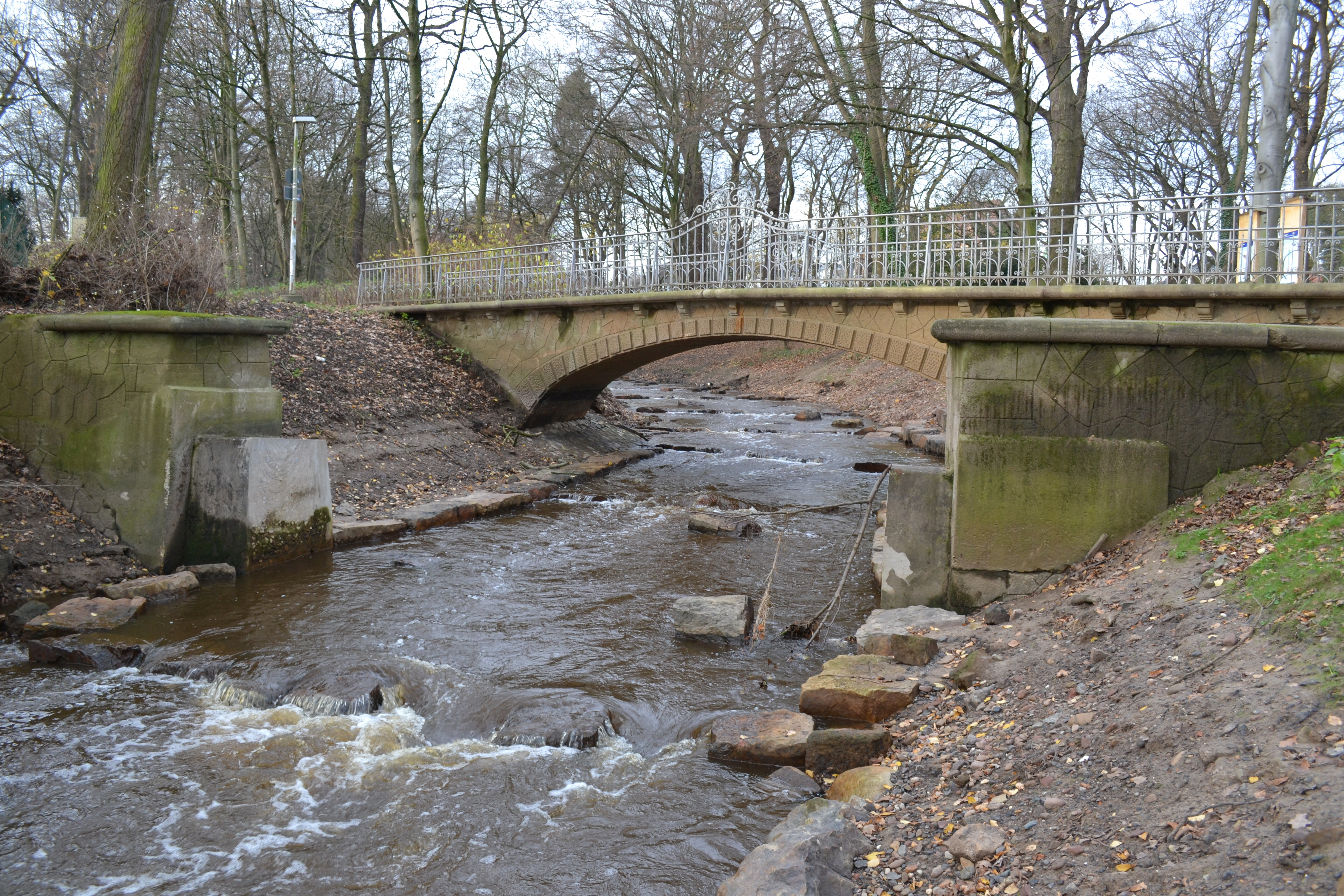
Die neue Sohlgleite im Mündungsbereich. Man sieht deutlich das aufgesägte alte Wehr.

Als untere Wasserbehörde hatte der Kreis Minden-Lübbecke für die Bastau ein sogenanntes Verortungskonzept erstellen lassen. Demnach sollte das Wehr entfernt beziehungsweise fischgängig gemacht werden. Die Stadt Minden begann mit den Planungen dazu im Jahr 2012, die Umsetzung sollte ursprünglich 2013/14 stattfinden.
Die tatsächlichen Bauarbeiten dazu starteten Ende Juni 2015 und wurden im gleichen Jahr abgeschlossen. Dazu wurde das unter Denkmalschutz stehende Wehr im Bereich der Mündung der Bastau in die Weser entfernt und eine Sohlgleite eingebaut. Diese mit Kleinhindernissen bespickte bestetigte Sohle ermöglicht auf 200 Metern eine steile Rampe, die den Höhenunterschied des vorigen Wasserfalls am Wehr kompensiert. Durch die Hindernisse wird der Fluss im Fließen verlangsamt und zusätzlich Luft eingesprudelt. Der Fluss wurde während der Bauarbeiten in den Schwanenteich umgeleitet und von dort über eine Rohrleitung der Weser zugeführt.
Die Renaturierung ermöglichte es Kleinstlebewesen und Fischen, die Bastau wiederzubeleben; dadurch wurde auch der Erholungswert im Glacis wesentlich gesteigert.